# Ebalia discrepans
Ebalia discrepans is een krabbensoort uit de familie van de Leucosiidae. De wetenschappelijke naam van de soort is voor het eerst geldig gepubliceerd in 1851 door Costa in Hope.